# LG상록재단
LG상록재단은 산림환경의 보호와 연구를 위한 각종시설의 조성 및 운영사업, 야생동·식물 보호 및 연구 지원사업을 목적으로 1997년 12월 10일 설립된 대한민국 산림청 소관의 재단법인이다. 사무실은 서울특별시 영등포구 여의대로 128 (여의도동)에 있다.

## 연혁
- 1997년 12월 재단법인 '연암상록재단' 설립
- 1997년 12월 구본무 초대 이사장 취임
- 1998년 6월 '연암상록재단'->'LG상록재단'으로 재단명 변경
- 2010년 5월 곤지암수목원 개관
- 2013년 6월 '곤지암수목원' -> '곤지암화담숲'으로 명칭 변경
- 2014년 4월 곤지암화담숲 '분재원' 개원
- 2015년 5월 곤지암화담숲 '곤충생태관' 개관
- 2016년 6월 곤지암화담숲 '미완성 소나무정원' 개원
- 2017년 4월 곤지암화담숲 '미완성 소나무정원' -> '소나무 1·2정원'으로 명칭 변경

## 주요 사업
야생동·식물 보호 및 연구지원사업, 수목원 및 자연휴양림 조성사업